# Firmin-Léon-Joseph Renouard
Firmin-Léon-Joseph Renouard est un prélat français, né à Longpré-les-Corps-Saints (Somme) le 12 février 1831 et mort à Limoges le 30 novembre 1913, évêque de Limoges de 1888 à 1913.